# Bayer-eljárás
A Bayer-eljárás egy, az alumíniumgyártást közvetlenül megelőző technológiai folyamat. Az eljárás során a sokösszetevős bauxitból iparilag tiszta alumínium-oxidot, más néven timföldet állítanak elő; amely aztán a fémalumínium elektrolitikus kohósításának kiindulási terméke. A Bayer-eljárás Carl Josef Bayer osztrák vegyészről kapta nevét, aki 1892-ben szabadalmaztatta a bauxit nátronlúgos feltárását (első fázis). Jelenleg a világ timföldtermelésének 90%-át a Bayer-eljárás alapján állítják elő. Az eljárás azon alapul, hogy a bauxitban lévő alumínium-oxid (Al2O3) marónátronban (NaOH) nátrium-aluminát (Na[Al(OH)4]) alakjában kioldódik, a bauxit egyéb összetevői azonban nem.
A timföld előállítására több módszert is kidolgoztak, de nagyipari jelentősége egyedül a Bayer-féle eljárásnak van.

## A lejátszódó kémiai reakciók
A fémek egy része amfoter karakterű, azaz savban és bázisban (lúgban) egyaránt oldódik. A tulajdonsággal oxidjuk és hidroxidjuk is rendelkezik. Ezt használja ki az eljárás.
{\displaystyle \mathrm {Bauxit+NaOH\ {\xrightarrow[{nyom{\acute {a}}s}]{\triangle }}\ Na\left[Al(OH)_{4}\right]+Fe_{2}O_{3}} }
{\displaystyle \mathrm {Na\left[Al(OH)_{4}\right]\ {\xrightarrow {\mathcal {5}}}\ Al(OH)_{3}+NaOH} }
{\displaystyle \mathrm {2\ Al(OH)_{3}\ {\xrightarrow {\triangle }}\ Al_{2}O_{3}+3\ H_{2}O} }

## A Bayer-eljárás műveleti lépései

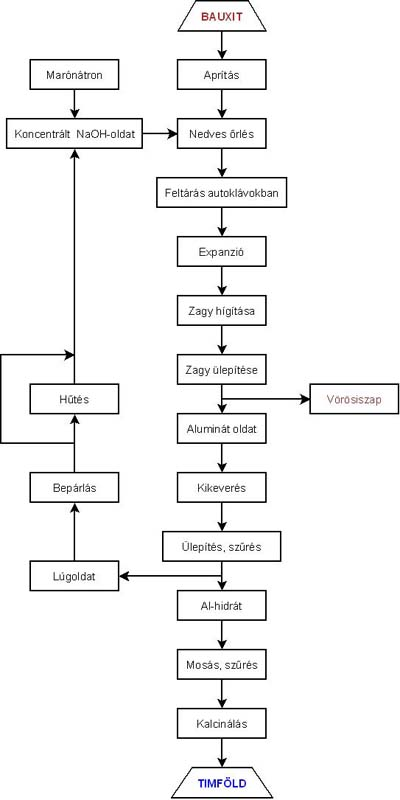
A Bayer-eljárás egyszerűsített folyamatábrája

1. Bauxit törése, aprítása
2. Beállítás
3. Kovasavtalanítás
4. Feltárás
5. Vörösiszap elválasztása
6. Kikeverés
7. Kalcinálás

### A műveletek részletezése
- Bauxit-előkészítés: A bauxitot a lúggal való hatékony kezelés céljából megfelelő méretre kell darabolni, aprítani. Ezt már a bányánál elkezd(het)ik, de a timföldgyárban még finom őrlést is alkalmaznak. Az őrlésre pofás törőket, hengereket, kalapácsos vagy golyós malmokat használnak. Az alkalmazott szemnagyság a bauxit összetételéhez igazodik 0,07–1 mm között.

- Feltárás: A feltárást, azaz a bauxit alumíniumoxid-tartalmának feloldását, egymáshoz kapcsolt autoklávok sorában végzik. Az autoklávok légmentesen záródó, vastag falú, túlnyomással működő tartályok. Az első autoklávba nagynyomású zagyszivattyú tölti be a feltárandó zagyot, amely a bauxitit és a feltáráshoz szükséges mennyiségű lúgot tartalmazza. A betöltött zagy hőmérséklete 95 °C körül van. A zagy folyamatosan áramlik át a gőzzel fűtött többi autoklávba, miközben hőmérséklete 250 °C-ra emelkedik, és megtörténik az alumíniumoxid oldódása. Az utolsó expanziós tartálysoron átáramolva 120 °C-ra hűl, végül a hígító tartályba jut. Az alkalmazott hőmérséklet a bauxit ásványos összetételétől függ. A gibbsites bauxitok kisebb hőmérsékletet (~140 °C), a böhmites és diaszporos bauxitok 250 °C körüli hőmérsékletet igényelnek. A feltárás során oldatba megy a bauxit alumíniumtartalmának nagy része, ez az aluminátlúg (Na[Al(OH)4(H2O)2]). A maradék szilárd fázist – ülepítés és gyakran szűrés után – az ún. vörösiszap formájában távolítják el. Az aluminátlúg és a vörösiszap elválasztása nagy térfogatú Dorr-ülepítőkben történik.

- Kikeverés: A kikeverés célja a timföldhidrát kiválasztása az aluminátlúgból, hogy ebből – kalcinálás után – megfelelő minőségű timföldet kapjanak. A kikeveréshez az oldatot álló oszlopszerű keverőtartályokba szivattyúzzák, majd kristályos alumínium-hidroxidot (Al(OH)3) adnak az oldathoz, miközben erősen keverik (mechanikus vagy pneumatikus módszerrel). Az alumínium-hidroxid az oltóanyag, katalizátor szerepét tölti be, segít megbontani az alumíniumoldatot. A kikeverés során fontos a hőmérsékletvezetés pontos betartása. Egyrészt mennél kisebb a hőmérséklet, annál túltelítettebb lesz az oldat, így több alumínium-oxid (Al2O3) válhat ki belőle. Másrészt viszont a kis hőmérsékleten az alumínium-hidroxid kristályosodási sebessége elmarad az aluminátlúg bomlási sebességétől, ami a szemcseméretre van kedvezőtlen hatással. A kikevert zagyot vízzel keverve szűrik, általában többször is.

- Kalcinálás: A timföldgyártás befejező művelete során a 34,6% kötött és mintegy 10% tapadó vizet távolítják el a timföldhidrát kiizzításával. A kalcinálást forgó csőkemencében végzik, amelynek a hossza 40–100 m, átmérője 2,5–4,0 m. A kemence lejtése mintegy 2%, fordulatszáma pedig 0,8–1,5 1/min. A hidrátot a kemence felső, hidegebb végén adagolják be, és a meleg alsó végén távolítják el 850–1150 °C hőmérsékleten. A kész timföldet silókban tárolják.

- Egyéb műveletek: A Bayer-eljárás során felhasznált lúgot a gazdaságosabb műveletvégzés érdekében körfolyamatszerűen alkalmazzák. Az elhasznált és vízzel hígult lúgot tisztítják és bepárolják, így vezetik vissza a folyamat elejére.